# Скотт (округ, Миссисипи)
Округ Скотт (англ. Scott County) — округ штата Миссисипи, США. Население округа на 2000 год составляло 28423 человек. Административный центр округа — город Форест.

## История
Округ Скотт основан в 1833 году.

## География
Округ занимает площадь 1577.3 км2.

## Демография
Согласно переписи населения 2000 года, в округе Скотт проживало 28423 человек (данные Бюро переписи населения США). Плотность населения составляла 18 человек на квадратный километр.